# Бомба (команда КВК)
| Бомба                    |                                                                                  |
|                          |                                                                                  |
| Ліга                     | Вища українська ліга КВК                                                         |
| Країна                   | Україна                                                                          |
| Місто                    | Млинів                                                                           |
| ВНЗ                      |                                                                                  |
| Роки у КВК               | з 2004                                                                           |
| Роки активності поза КВК | {{{Роки активності поза КВК}}}                                                   |
| Кольори                  | Синій                                                                            |
| Попередні назви          | {{{Попередні назви}}}                                                            |
| Капітан                  | Денис Мандзюк                                                                    |
| Сезонів в Вищої ліги     | 1 повний та 1 незіграний (причина: відміна сезону ВУЛ-2011 року)                 |
| КіВіНи                   |                                                                                  |
| Титули                   | Чемпіони Вищої Української Ліги КВК 2010 року                                    |
| Офіційний сайт           | https://web.archive.org/web/20130402021313/http://bomba-mlyniv.narod.ru/kom.html |

«Бомба», Млинів — українська команда КВК, що стала чемпіоном Вищої української ліги КВК 2010 року.

## Біографія команди
Команда «Бомба», Млинів була створена у 2004 році. У 2004 та 2005 роках вибороли почесне перше місце у чемпіонаті Рівненської області. Стали чемпіонами Слобожанської ліги КВК та Дніпровської ліги КВН 2009 року.
Є колишніми учасниками Ліги «Європа» 2009 та 2010 років. Наприкінці 2010 року команда вирішила взяти участь у сезоні Вищої Української Ліги КВК (ВУЛ) у Києві. Як не дивно, участь «доволі статичної» команди набула нечуваного успіху. «Зал рвав животи навіть від того, що гравці просто стояли на місці та щось говорили». Щодо музикальних конкурсів, то співати команда не вміла, але вміла смішно жартувати під музику.
Після завершення фінальної гри сезону ВУЛ-2010 команді обіцяли місце серед учасників Вищої ліги КВК-2011, однак виступ команди на відбірковому фестивалі в Сочі був посередньо сприйнятий залом, що стало ймовірною причиною не участі команди в сезоні. Сезон 2011 року команда знову провела у ВУЛ у режимі «бліц-турніру», що відбувся у Харкові.
У 2012 році команда взяла участь у Першій лізі КВК, де дійшла до чвертьфіналу. Того ж року команда взяла участь у Зимовому кубку ВУЛ.
2013 року команда сповістила про завершення творчого шляху в КВН.

## Вища українська ліга КВК 2010 року

### 1/4 фіналу
Команді випало виступати вже у першій 1/4 фіналу. Команда блискуче справилася з завданням і посіла перше місце, отримавши максимальну кількість балів.
Результат першого чвертьфіналу:
1. «Бомба», Млинів — 10,0
2. Сборная Донбасса, Донецьк-Маріуполь — 9,6
3. «Первая столица», Харків — 9,5
4. «Маленькая страна», Сухумі — 9,1
5. «Астана. KZ», Казахстан — 8,7
6. «Бусики на шее», Воронеж — 7,8
7. Сборная Старого Города, Курськ — 7,8

### Півфінал
У півфіналі команді теж вдалося набрати максимальну кількість балів і посісти перше місце у другому півфіналі.
Результат півфіналу:
1. «Бомба», Млинів — 11,0
2. «Сборная Чеченской Республики», Грозний — 10,5
3. Сборная Донбасса, Донецьк — Маріуполь — 9,8
4. «Первая столица», Харків — 9,0
5. «Грязюка», Владивосток — 9,1
6. «Легко и просто», Миколаїв — 8,1

### Фінал
У фіналі команда перемогла, недібравши лише 0,4 до максимальної кількості балів. Загалом команда встановила рекордну кількість балів за всі 12 років існування Вищої української ліги КВК.

## Після КВН
Капітан команди Денис Мандзюк на початку 2013 року брав участі у програмі «Розсміши коміка». З 2013 по 2014 роки був редактором Київської ліги КВН «ОтКлиК». Після КВН повернувся до авторської та журналістьської діяльності. Восени 2014 року представив збірник своїх публікацій «Країна Галичина», статті з якого публікувалися у «Газеті по-українськи» та журналі «Країна».
2017 року відбулася презентація книги «Копаний м'яч. Коротка історія украïнського футболу в Галичині 1909—1944».
Учасник Володимир Жогло з 2012 року був учасником комедійного дуету «Колєги», що брав участь у програмах Бійцівський клуб та «Педан-Притула шоу», а пізніше став резидентом «Вар'яти-шоу».

## Склад команди
- Володимир «Фіналочка» Жогло
- Денис «Мортал» Мандзюк  — капітан команди.
- Олена Кучма
- Володимир «Круций» Жабокрицький
- Валентин Сергійчук
- Людмила Оніщук
- Роман Варійчук
- Надія «Петрівна» Руденко